# Florencio Campomanes
Florencio Campomanes foi um jogador de xadrez das Filipinas e presidente da FIDE de 1982 a 1995. Campomanes participou da Olimpíada de xadrez pelas Filipinas de 1956, 1958, 1960, 1964 e 1968.

## Carreira no xadrez como jogador
Campomanes foi um jogador de força Master Nacional durante seus principais anos, e foi campeão nacional filipino em duas ocasiões (1956, 1960). Ele representou seu país em cinco Olimpíadas de Xadrez: Moscou 1956, Munique 1958, Leipzig 1960, Varna 1962 e Havana 1966. Ele encontrou alguns adversários distintos como resultado, perdendo jogos contra Pal Benko e Ludek Pachman em Moscou 1956, Oscar Panno em Munique 1958, Mikhail Tal e Miguel Najdorf em Leipzig 1960 e Lev Polugaevsky em Havana 1966.

## Envolvimento com a FIDE
Campomanes envolveu-se na FIDE como delegado nacional e conquistou destaque na organização asiática de xadrez. Campomanes muitas vezes se gabava de ser próximo do ex-presidente filipino Ferdinand Marcos. Campomanes ajudou a organizar a partida do Campeonato Mundial de Xadrez realizada em 1978 em Baguio, Filipinas, entre Anatoly Karpov e Viktor Korchnoi.
Campomanes é mais lembrado como Presidente da FIDE, cargo para o qual foi eleito em 1982, e ocupou o cargo até 1995, através de várias controvérsias, principalmente o abandono da partida de 1984-85 entre Karpov e Garry Kasparov sem resultado, após 48 jogos, e a separação da FIDE da Professional Chess Association em 1993. O cancelamento desorganizou o calendário internacional de xadrez pelos próximos anos, uma vez que uma série de partidas teve que ser realizada para resolver o assunto, e isso afetou outros eventos de qualificação.
O número de membros da FIDE cresceu em cerca de cinquenta países membros durante seu mandato como presidente. Campomanes foi sucedido em 1995 por Kirsan Ilyumzhinov. Ele foi nomeado Presidente Honorário da FIDE e esteve frequentemente presente em importantes competições internacionais, como campeonatos zonais e continentais, olimpíadas de xadrez e campeonatos mundiais de xadrez.
Campomanes continua sendo o único não europeu a ocupar a presidência da FIDE, que tem sede em Lausanne, Suíça.

## Recurso da KGB acusado
De acordo com o livro The KGB Plays Chess (Boris Gulko, Korchnoi, Vladimir Popow e Juri Felschtinski), Campomanes, então vice-presidente da FIDE, foi recrutado como um ativo pela KGB em troca do apoio soviético à sua candidatura como presidente da FIDE. Como presidente da FIDE, Campomanes foi acusado de ajudar Karpov a manter o título mundial a todo custo. "Ao mesmo tempo, o presidente da Federação de Xadrez da URSS, Vitaly Sevastianov, voltou-se para Campomanes. Com a assinatura do vice-presidente da KGB Philipp Bobkovuma proposta foi finalmente enviada ao Comitê Central do Partido Comunista da União Soviética para encerrar a partida e começar de novo com um placar de 0 a 0. A intenção era evitar a impressão de que a decisão favorecia Karpov. Mas principalmente as pessoas não queriam desagradar o poderoso patrono de Kasparov, Gaidar Alijev. O Comitê Central apoiou a proposta da KGB e Campomanes encerrou a partida." Mais comumente conhecida é a citação após a coletiva de imprensa que encerrou a partida, ouvida pelos microfones da ESPN, relatada no Chess Life pela testemunha Maxim Dlugy e Sports Illustrated: "Mas Anatoly, eu disse a eles exatamente o que você disse".

## Acusações de fraude
Em 5 de fevereiro de 2003, o tribunal anticorrupção filipino Sandiganbayan condenou Campomanes por não prestar contas dos fundos do governo da Comissão de Esportes das Filipinas (PSC) no valor de PhP12,876 milhões (ou US$ 238,746 a uma taxa de câmbio de PhP 53,932 = $ 1). O PSC confiou esses fundos à FIDE para a Olimpíada Mundial de Xadrez em Manila, sediada pelo governo filipino de 6 a 25 de junho de 1992. Posteriormente, Florencio Campomanes foi condenado a um ano e 10 meses de prisão, posteriormente reduzido a uma multa de PhP6000 em dezembro 2006.
 

As acusações contra Campomanes foram anuladas com base em um detalhe técnico. Nunca houve qualquer resolução quanto à disposição dos 12,876 milhões de pesos mencionados acima. A justificativa para a reversão foi que a Suprema Corte das Filipinas decidiu que Campomanes não era um funcionário do governo a quem as leis anticorrupção se aplicavam. Assim, como funcionário não governamental, Campomanes não tinha o dever legal de prestar contas dos fundos perdidos.